# Касимов, Евгений Петрович
Евге́ний Петро́вич Каси́мов (род. 21 апреля 1954, Коркино, Челябинская область) — русский писатель, поэт и драматург. Член Союза писателей России с 2003 года. Лауреат литературной премии «Ясная поляна» в 2012 году за книгу «Назовите меня Христофором» в номинации «XXI век».

## Биография
В 1976 году поступил на филологический факультет УрГУ, в период с 1981—1987 годы учился в московском Литературном институте им. Горького.
В 1999 году в соавторстве с Александром Шабуровым создал в Екатеринбурге первый в мире памятник Человеку-невидимке.
В период с 2005 по 2011 годы — депутат городской думы г. Екатеринбурга. В начале 2011 года вышел из партии «Единая Россия». Вступил в КПРФ (партийный билет № 0591397 от 14.02.2012 года), от которой в декабре 2011 года был избран депутатом Законодательного собрания Свердловской области. 24 июня 2016 года вышел из КПРФ.

## Список произведений
- Рассказ «Синдбад -Мореход». Журнал «Пастор Шлаг», 1(12), 1992.
- Стихи. Екатеринбург, 2001.
- Город-призрак: Стихи. Екатеринбург, 2002.
- Пьесы и инсценировки. Екатеринбург, 2002.
- Бесконечный поезд: Рассказы. Екатеринбург, 2003.
- Этнографические стихи. Екатеринбург, 2004.
- Блуждающее облако: Стихи. Екатеринбург, 2005.
- Казино доктора Брауна: Проза и стихи. Екатеринбург, 2006.
- Физиология Екатеринбурга: Сборник эссе и статей. Екатеринбург, 2009.
- Нескучный сад: Стихи. Екатеринбург, 2009.
- Сказка для Василисы. Екатеринбург, 2009.
- Один день депутата Денисова: Повесть. Екатеринбург, 2011.
- 70: Стихи (в соав. с Ю. Казариным). Екатеринбург, 2011.
- Назовите меня Христофором. Повести и рассказы. Екатеринбург: Автограф, 2012.
- Медленное дерево. Стихи 1976—1981. Екатеринбург — Москва. Кабинетный ученый, 2018.
- Кинетоскоп. Стихи 2001—2018. Екатеринбург — Москва. Кабинетный ученый, 2018.